# Sampler (album)
Un sampler è un tipo di album antologico generalmente venduto da una particolare etichetta discografica ad un prezzo ridotto in quanto ha il fine promozionale di mostrare una propria selezione di artisti. Il formato divenne popolare alla fine degli anni Sessanta, in quanto le case discografiche cercavano di promuovere musicisti le cui opere erano principalmente disponibili sul formato LP piuttosto che in quello singolo, e quindi avevano scarse opportunità di ottenere visibilità attraverso l'airplay radiofonico. La maggior parte dei sampler conteneva materiale già pubblicato, in modo tale che potessero essere pubblicizzati non tanto gli artisti ma soprattutto i loro album. Il termine "sampler album" viene anche utilizzato nei casi in cui esso sia composto da più dischi, pubblicati anche in modo sfalsato. 

## Elektra Records
Il primo sampler fu A Folk Music Sampler dell'Elektra Records, pubblicato negli Stati Uniti nel 1954 inizialmente solo per le stazioni radio e successivamente riemesso per le vendite al dettaglio. Jac Holzman dell'etichetta scrisse: 
 «Stavo ... cercando un modo per prendere il nostro catalogo specializzato e distintivo e farlo ascoltare a molte persone. Come spettatore fanatico, conoscevo il valore del trailer per un film. Il mio concetto ... era un sampler LP: una collezione di trailer musicali, un compendio di materiale accuratamente assemblato, con testi e note, il tutto su un LP da 10 pollici che si sarebbe venduto per un prezzo eccezionale mai visto nel 1954: $ 2,00 ... Ho inserito una "clausola di campionamento" nei contratti di tutti i nuovi artisti, permettendomi di usare una traccia da qualsiasi album, senza royalty ... Senza alcun obbligo di royalty e solo il costo grezzo della produzione da prendere in considerazione, un buon sampler poteva fare un netto tra i dieci ed i ventimila dollari: questo era il migliore di tutti i mondi possibili: stavamo attivamente promuovendo i nostri dischi, il pubblico pagava il privilegio e otteneva un buon valore in cambio, ed Elektra era fecondata dai profitti.»

All'epoca il termine "sampler" veniva usato principalmente per indicare un  tipo di ricamo, e questa era la prima volta che la parola veniva applicata a una compilation musicale. Holzman era entusiasta del formato e l'Elektra regolarmente distribuiva i sampler del suo catalogo folk negli Stati Uniti negli anni '50 e '60. Nel Regno Unito, il suo ufficio decise di utilizzare certe antologie per provare a posizionare l'etichetta sul mercato, e pubblicò il folk sampler Fantastic Folk (1968) prima di Select Elektra (1968) più orientato verso il rock.
. Solo in Inghilterra i sampler vennero venduti a prezzo standard.